# メイカーズムーブメント
メイカームーブメント（英: Maker Movement）とは、（抽象的には）「ウェブ世代が現実世界と交わること」であり、世界中の「ガレージ」（＝アメリカ流の表現であり、おおむね「自宅の工作室」のこと）がオンライン化し、「仕事」と「デジタルツールの利用」を同時にすると起こるムーブメントであり、（より具体的には）デジタルファイルやCADや3Dプリンターなどを使う、digital fabrication（デジタル（な）製造。つまりデジタル技術を用いたものづくり）の潮流のことである（MAKERSの著者、クリス・アンダーソンによる定義）。
「第三の産業革命」とも言われる。メイカームーブメントの活動は、大きな製造業者に牛耳られがちだった従来の製造のありかたに対して個人が立ち上がり革命をもたらす面もあるので「メイカー革命」と呼ばれる事もある。
日本語では「メイカーズムーブメント」と呼称される事があるが、原語である英語では「Maker Movement」であり、単数形で「メイカームーブメント」の方が正しいだろう。メイカームーブメントに参加する個人を「maker メイカー」と呼び、日本語で家電製造業者を指す「メーカー」とは区別される。ただし、「メーカー」「メーカームーブメント」と記述しても間違いではない。上記書名はこういったメイカーたちをとりあげたという意味で、複数形で「メイカーズ」である。

## 概要
2010年にクリス・アンダーソンが提唱した用語、概念である。
メイカームーブメントに至るまでに3つの転機があり、ひとつ目が1980年代のパーソナルコンピューターの登場、ふたつ目が1990年代のウェブ時代の到来、そして3番目がdigital fabrication（デジタル・ファブリケーション、＝デジタルなモノづくり）で、このデジタル・ファブリケーションは2006年ころに起きた。
最初にMaker Faireが開かれたのは2006年のことであり、アメリカで2005年に創刊された雑誌『Make:』の発行元であるMaker Media社が主催し、サンフランシスコで「Maker Faire Bay Area」として開催された。『Make:』はデール・ダハティ（ティム・オライリー氏と一緒にO’Reilly Mediaを創設した人物）が編集長となり、テクノロジー系DIY専門誌として登場した雑誌で、アメリカに根付くDIY精神（Do It Yourself、「自分でやる」という精神）を背景に、従来は取り扱いが難しかったデジタルデバイスや電子制御の工作機械を使う、初めての雑誌であり、いわゆる日曜大工の範囲を超えたものづくりを紹介する雑誌であった。そして「Maker Faire Bay Area」は、その読者同士が交流するための場として始まった。
メイカームーブメントで実現可能になったことの概略
クリス・アンダーソンはWIRED CONFERENCE 2012において、メイカームーブメントで以下の3つのことが実現可能になったと指摘した。
- 3Dプリンタやレーザーカッターのようなデジタル工作機械がデスクトップに置かれるようになり、専門知識を持たない人たちでもモノをデザインできるようになった。
- デザインされたアイデアをオンラインのコミュニティで公開しながら、オープンイノベーションによって世界中の仲間と共創できるようになった。
- 世界中にある製造ソーシング会社をネット経由で利用すれば、そこで生まれたアイデアをクリック一つで低価格・小ロット生産することができるようになった。

これにより、誰もが製造業の起業家になれる時代になり、製造業が民主化された。そのため、「古い大量生産モデルではつくれない、世界が望む製品をつくれるようになった」としている。
可能になったことの詳細
3Dプリンターにより従来ではできなかった何ができるようになったか？ということについて、さらに詳細に解説すると、従来ならば金型を使わなければできないものが個人で製作可能となり、金型を必要とせず一点（一個）からでも出力できるため、小さなロット（数点だけ～ひとつだけ作ること）への対応も柔軟にできるようになった。造形の自由度が飛躍的に高まり、多数のパーツを組み合わせたり切削して作られていたものが、一体成型で物体化され、（従来のやり方では、どのような手法を用いても）実現そのものが難しかった複雑な形状すらも作ることができるようになった。たとえば人体を3D scanningして得られた3Dデータを用いて、（医師が手術の準備、事前シミュレーションするための）病変組織のレプリカを作成したり、義足などの人工装具も作ることもできるようになった。また従来のモノづくりと比べて多くの工程を省略できるので、大幅なスピードアップとコスト削減（cost reduction）もできるようになった。
また、Arduinoなどの手軽なオープンソースハードウェアの登場などにより、個人や小規模チームでも製品開発を行えるようになった。このような制作行為をパーソナルファブリケーション（個人製造）といい、ソーシャルウェブ（ブログやSNS）の普及によって、個人製造の結果が、社会を変える発明に繋ることを「発明の民主化」と呼ぶこともある。
このように、ソーシャルにものづくりが可能になったことから、メイカームーブメントはオープンイノベーションの一種であるともされる。
また、物理的なものを介すことからリアルスペースやイベントとの関係も深く、ハッカースペース、メイカースペース等のものづくりスペースやMaker FaireというDIYイベントが世界各地で開かれている。
個人でゼロから何かを作る行為は教育にも影響を及ぼし、また「自分の作りたいもの」を作る動きは、副次的に製品開発にも影響を及ぼしている。

## 各国でのメイカームーブメント
Maker Faireは世界各地で行われており、国ごとに特色がある。 アメリカのサンフランシスコやシリコンバレーエリアで行われるMaker Faire Bay Area 、Maker Faire Taipei、Maker Faire Shenzhen、Maker Faire Bangkok、Maker Faire Hong Kongなどがある。

## 日本におけるメイカームーブメント
日本においては、Maker Faire Tokyoという名称で毎年、メイカーのイベントが開催されている。
2011年まではMake Tokyo Meetingという名称であったが、開催方式が本国Makeとやや異なるものであった。2012年からは本国と方式をあわせる方式で名称が変更となった。

Maker Faireは地方にも波及し、これまでに岐阜県、京都府、山口県、茨城県でも地方版Maker Faireが開催されている。
また、Maker Faire以外にも各地で類似のイベントが自主的に開催されている。

## メイカームーブメントの中でのビジネス

### 自らハードウェアを製造・販売する
個人、または個人ベースでハードウェアを開発・販売するビジネス。ハードウェアスタートアップと呼ばれる。ハードウェアは販売前に投資して開発・製造する必要があり、メイカームーブメント以前はスタートアップの事業として行うには難しかったが、近年オープンソースハードウェアの普及により開発速度が向上し、クラウドファンディングによって資金調達の可能性が上がり、創業時の資本金とビジネスネットワークなどを支援してくれるHAX,Abbalabなどのアクセラレータなどが登場したことにより、メイカームーブメントに注目が集まる一因になっている。 
アクションカメラのGoPro,スマートウォッチのPebbleなどが代表的なハードウェアスタートアップと呼ばれる。日本でもamadana、BALMUDA、Bsize、Cerevo、Logbar、Moff、MUJIN、テレパシージャパン、鳥人間、ユカイ工学、WHILLなどが自社でハードウェアを開発することを目的に創業している。

### メイカーに向けてサービスを提供する
メイカーやハードウェアスタートアップに向けて、部材の販売やシェアオフィスの提供、投資やスクールなどを提供するビジネスも展開されている。DMM.make AKIBA、FabCafe Tokyoや創造空間 ナノラボ、Cafe Laboなどは工作機械やネットワークなど、メイカー向けの環境を提供している。また、ハードウェアスタートアップは84％が量産化に失敗するとのデータもあり、メイカー向けの、量産化支援サービスも存在する。
デジタルファブリケーション機器を備えた工房全般で、一定の基準を満たすとファブラボの名称を用いることができる。

## 参考書籍
- MAKERS―21世紀の産業革命が始まる、 ISBN 4140815760
- 週刊 東洋経済 2013年 1/12号、  ASIN B00AQKDR6I
- ものづくり革命 パーソナル・ファブリケーションの夜明け、ISBN 4797333146
- メイカーズのエコシステム、ISBN 480209065X